# Neturei Karta

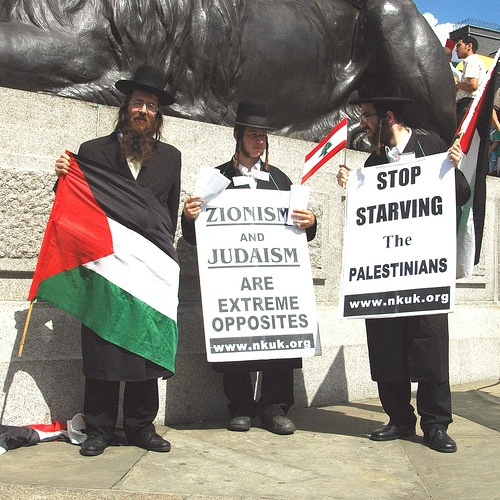
Neturei Karta

Neturei Karta (aram.: נטורי קרתא "Strażnicy Miasta") – ruch skupiający ultraortodoksyjnych Żydów odrzucających syjonizm i protestujących przeciw istnieniu państwa Izrael przed nastaniem czasów mesjanicznych. Znani z podejmowania wspólnych akcji protestacyjnych z organizacjami palestyńskimi.
Ruch został założony w 1938 w Jerozolimie, w Palestynie po odłączeniu się od Agudat Israel. Wielu członków tego ruchu opuściło Izrael, zakładają własne szkoły, organizacje i synagogi.
Neturei Karta sprzeciwia się ruchowi syjonistycznemu i powstałemu na terytoriach palestyńskich państwu Izrael. Według ruchu powstanie takiego państwa było w sprzeczności z Torą, prowadzi do wojen i nasilenia nienawiści pomiędzy żydami i nie-żydami. Zgodnie z Talmudem zabronione jest zakładanie państwa żydowskiego przed nadejściem Mesjasza, atakowanie innych narodów, Żydom nie wolno poniżać, ranić ani zabijać. Neturei Karta zabrania jakiegokolwiek kontaktu z Izraelem, korzystania z jego szkolnictwa, ubezpieczeń, uczestnictwa w wyborach. Członkowie ruchu chcą zwrócić ziemię Arabom, jako prawowitym właścicielom.